# Coll de la Gramola
El Coll de sa Gran Mola, Coll de sa Gramola o Coll de sa Gremola és un coll de la Serra de Tramuntana a Mallorca que es troba a 303 m d'altura, situat entre el Penyal de n'Anglada, el Puig Assegut, el Puig des Voltor i el Puig des Avencs, al municipi d'Andratx.
Hi passa la carretera Ma-10, en el seu tram que va d'Andratx a Estellencs, just abans d'arribar al Pla de s'Evangèlica.
El topònim està documentat de l'any 1472.